# Switched Multi-megabit Data Services
Switched Multi-megabit Data Service (SMDS) は、データグラム交換技術の一つ。
各フレームが送信元と送信先を知っており、フレームごとに違う宛先との通信とすることができるものである。